# Johann Friedrich Kittl

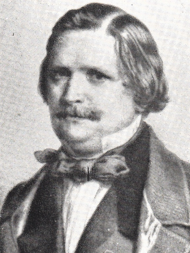
Johann Friedrich Kittl

Johann Friedrich Kittl (Jan Bedřich Kittl, * 8. Mai 1806 in Worlik, Böhmen; † 20. Juli 1868 in Polnisch-Lissa bei Breslau) war ein böhmisch-österreichischer Komponist.

## Leben
Kittl studierte in Prag Jura und daneben bei Johann Wenzel Tomaschek Musik. Von 1843 bis 1864 leitete er das Prager Konservatorium.
Kittl wurde durch seine Opern bekannt, die in Prag großen Erfolg hatten. Daneben schrieb er Kammermusik, Lieder und vier Sinfonien, darunter die vielfach gespielte Es-Dur-Sinfonie „Lovecká“ (Jagdsinfonie op. 8, um 1838). 
In den 22 Jahren seines Wirkens gelang es Kittl, das Prager Konservatorium zu einer international geachteten Ausbildungsstätte für junge Musiker zu etablieren. 
Ende März 1865 verbreiteten sich dann in Prag „schlimme Gerüchte über Kittls finanzielle Lage“, die er schließlich selbst bestätigte, etwa, dass er dem Cellisten Adrien-François Servais (1807–1866) seit zehn Jahren 2000 Gulden schulde, „ohne seiner Verpflichtung nachkommen zu können“, ebenso, dass er „seine Sorgen beim Weine zu vergessen suche.“ Daneben soll Kittl, der zuletzt ein Jahresgehalt von 1365 Gulden bezog, „noch andere finanzielle Verpflichtungen“ gehabt haben, „auch Mitgliedern des Lehrkörpers gegenüber“. Kittl wurde daraufhin seines Dienstes enthoben und verlor obendrein seinen Pensionsanspruch.
Anfang 1866 verließ er Prag und ließ sich im Großherzogtum Posen nieder, wo er in den letzten beiden Jahren seines Lebens in bescheidenen Verhältnissen als Musiklehrer einiger Adliger lebte. Zu großen finanziellen Sorgen kamen bald gesundheitliche Probleme. Am 20. Juli 1868 starb Kittl nach längerer Krankheit in Polnisch-Lissa bei Breslau. 
Am 28. November 1868 veranstaltete das Prager Konservatorium einen Trauergottesdienst für Kittl, bei dem Mozarts Requiem zur Aufführung gelangte.

## Opern
- Daphnis’ Grab (verschollen)
- Bianca und Giuseppe (oder Die Franzosen vor Nizza), Libretto: Richard Wagner nach Heinrich Josef Königs Roman Die hohe Braut, 1848
- Waldblume, Libretto: Johann Carl Hickel, 1852
- Die Bilderstürmer, Libretto: Julius Eduard Hartmann, 1854